# Franciszek Chrapek
Franciszek Chrapek – poseł do Sejmu Krajowego Galicji III kadencji (1870–1876), młynarz z Przecieszyna.
Wybrany w IV kurii obwodu Wadowice, z okręgu wyborczego nr 72 Kęty-Biała-Oświęcim.